# Cyclophora
Cyclophora är ett släkte av fjärilar som beskrevs av Jacob Hübner 1822. Cyclophora ingår i familjen mätare, Geometridae.

## Dottertaxa tillCyclophora, i alfabetisk ordning[2][1]
- Cyclophora acutaria Walker, 1862
- Cyclophora albiocellaria Hübner, 1789
- Cyclophora albipunctata Hüfnagel, 1767, Björkgördelmätare
  - Cyclophora albipunctata griseolata Staudinger, 1897
- Cyclophora anaisaria Schaus, 1901
- Cyclophora angeronaria Warren, 1895
- Cyclophora annularia/annulata Fabricius/Schultze 1775, Lönngördelmätare
- Cyclophora ariadne Reisser, 1939
- Cyclophora arthura Schaus, 1901
- Cyclophora benjamini Prout, 1936
- Cyclophora carolina Jones, 1921
- Cyclophora coecaria Herrich-Schäffer, 1870
- Cyclophora culicaria Guenée, 1857
- Cyclophora dataria Hulst, 1887
- Cyclophora delaeveri Berger, 1949
- Cyclophora dyschroa Prout, 1918
- Cyclophora funginaria Guenée, 1858
- Cyclophora hyponoea Prout, 1935
- Cyclophora impudens Warren, 1904
- Cyclophora lennigiaria Fuchs, 1883
  - Cyclophora lennigiaria mauretanica Reisser, 1934
- Cyclophora linearia Hübner, 1798, Bokgördelmätare
- Cyclophora maderensis Bethune-Baker, 1891
  - Cyclophora maderensis lundbladi Bryk, 1940
- Cyclophora mossi Prout, 1936
- Cyclophora myrtaria Guenée, 1858
- Cyclophora nanaria Walker, 1861
- Cyclophora packardi Prout, 1936
- Cyclophora pendularia Clerck, 1759, Pilgördelmätare
- Cyclophora pendulinaria Guenée, 1858
- Cyclophora porata Fabricius, Brunvattrad gördelmätare
- Cyclophora punctaria Linnaeus, 1758, Ekgördelmätare
- Cyclophora puppillaria Hübner, 1798, Vandringsgördelmätare
  - Cyclophora puppillaria granti Prout, 1935
  - Cyclophora puppillaria lilacinipes Schaus & Cockerell, 1923
- Cyclophora quercimontaria Bastelberger, 1897, Backgördelmätare
- Cyclophora ruficiliaria Herrich-Schäffer, 1855
- Cyclophora semirosea Butler, 1882
- Cyclophora stella Butler, 1881
- Cyclophora subsimilis Warren, 1900
- Cyclophora suppunctaria Zeller, 1847
- Cyclophora sympathica Alphéraky, 1883
- Cyclophora umbrata Butler, 1882
- Cyclophora unocula Warren, 1897

## Bildgalleri

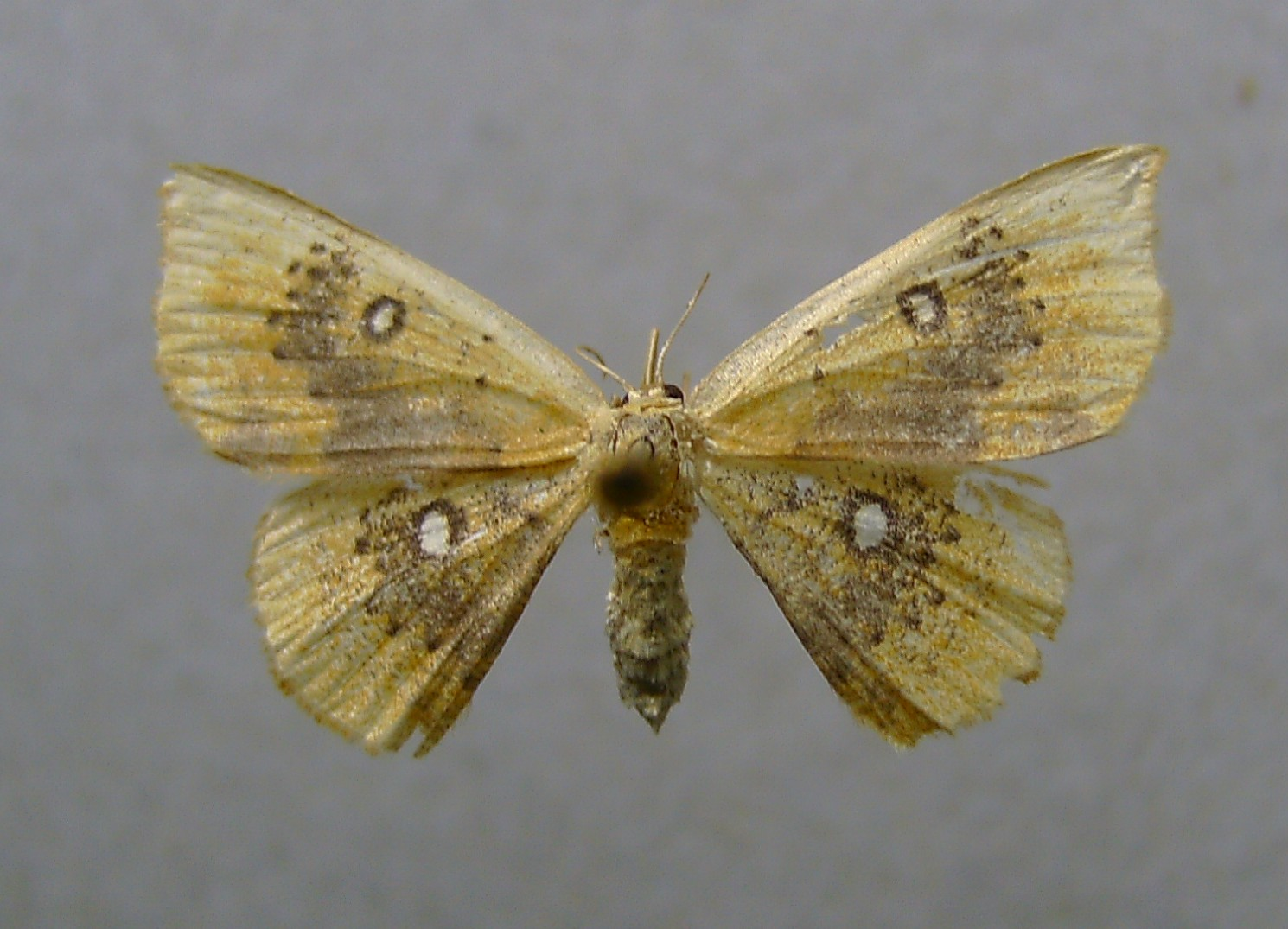
Cyclophora albiocellaria
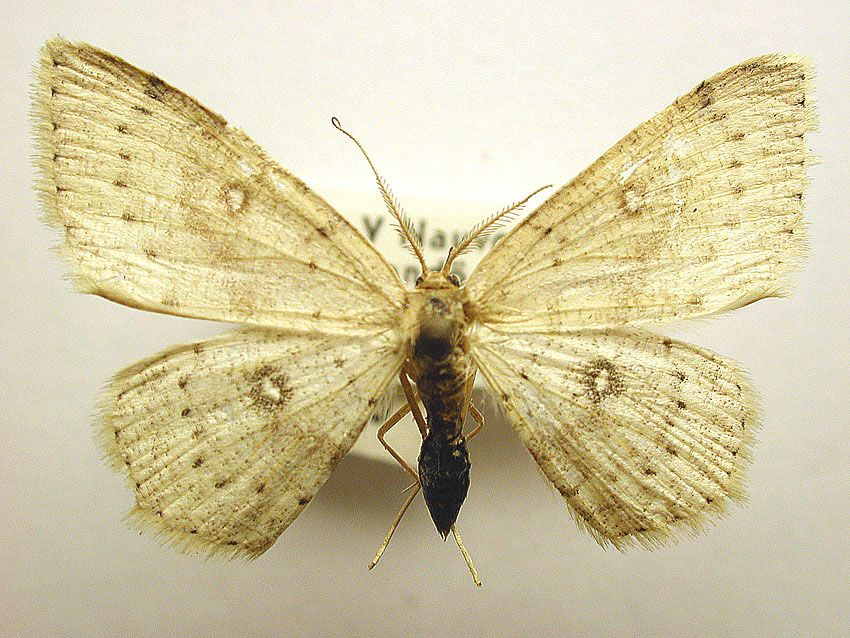
Björkgördelmätare, Cyclophora albipunctata
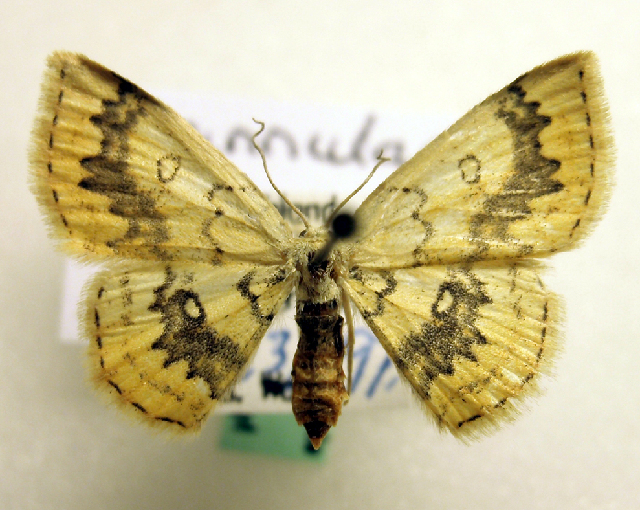
Lönngördelmätare, Cyclophora annularia
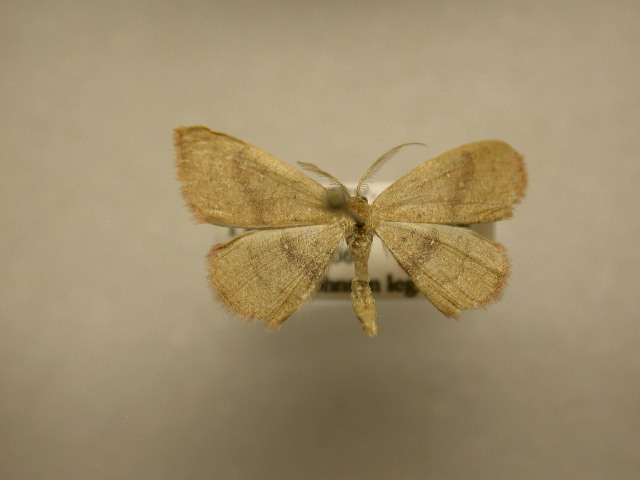
Cyclophora culicaria
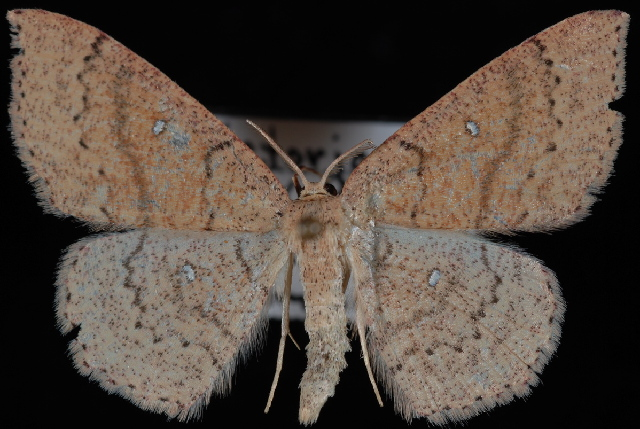
Cyclophora dataria
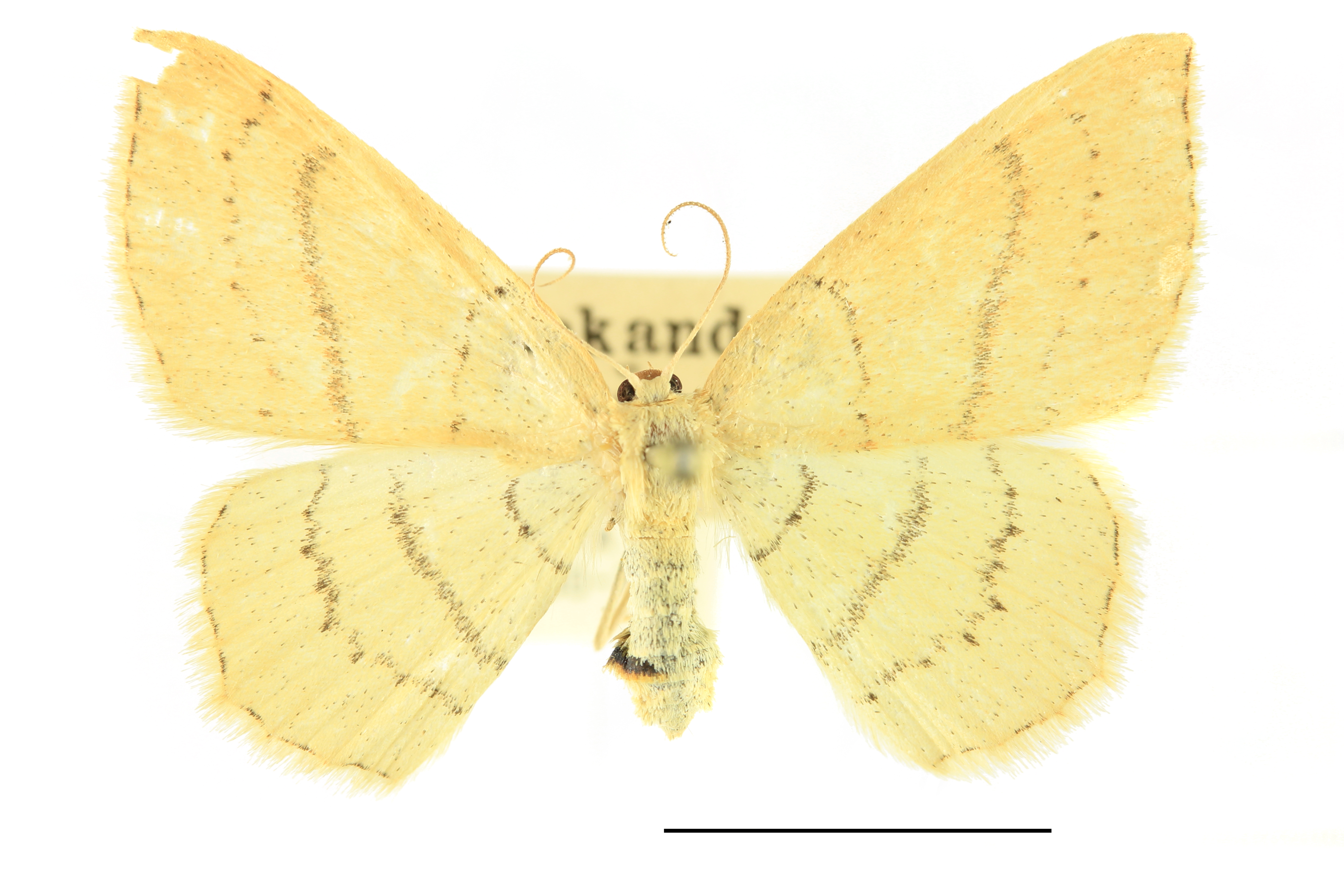
Bokgördelmätare, Cyclophora linearia
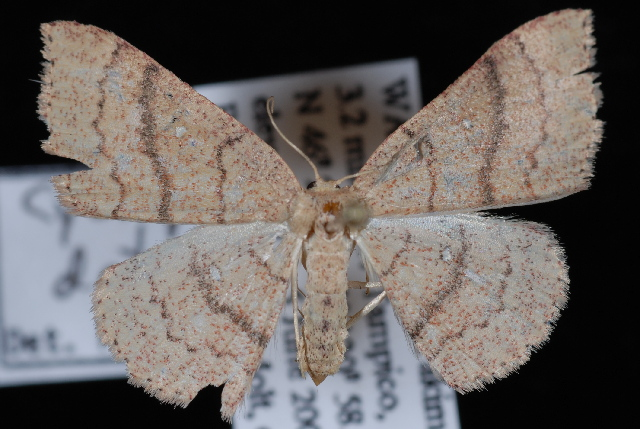
Cyclophora packardi
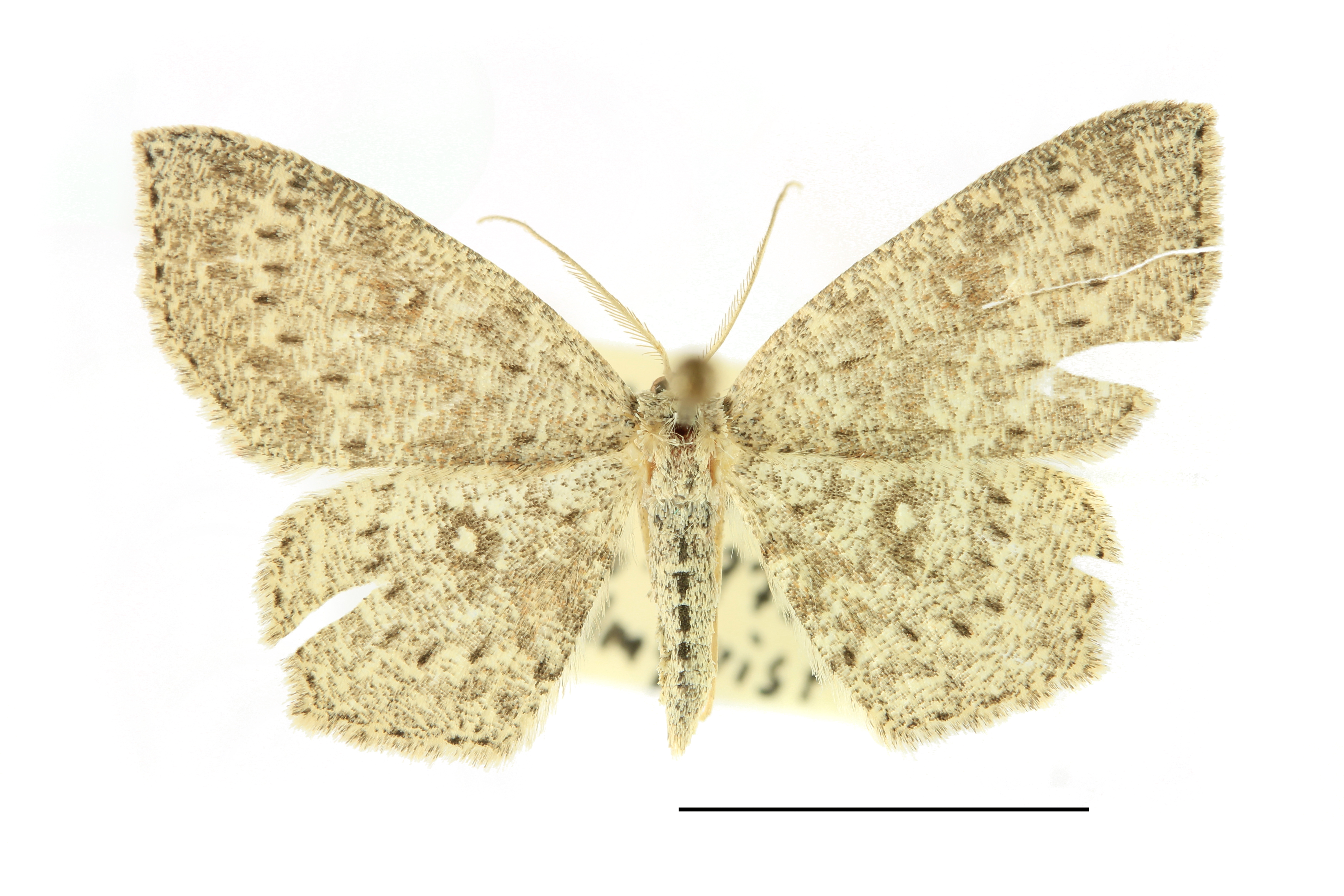
Pilgördelmätare, Cyclophora pendularia
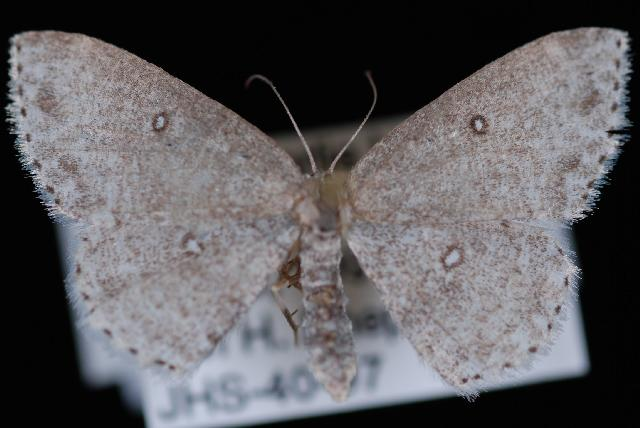
Cyclophora pendulinaria
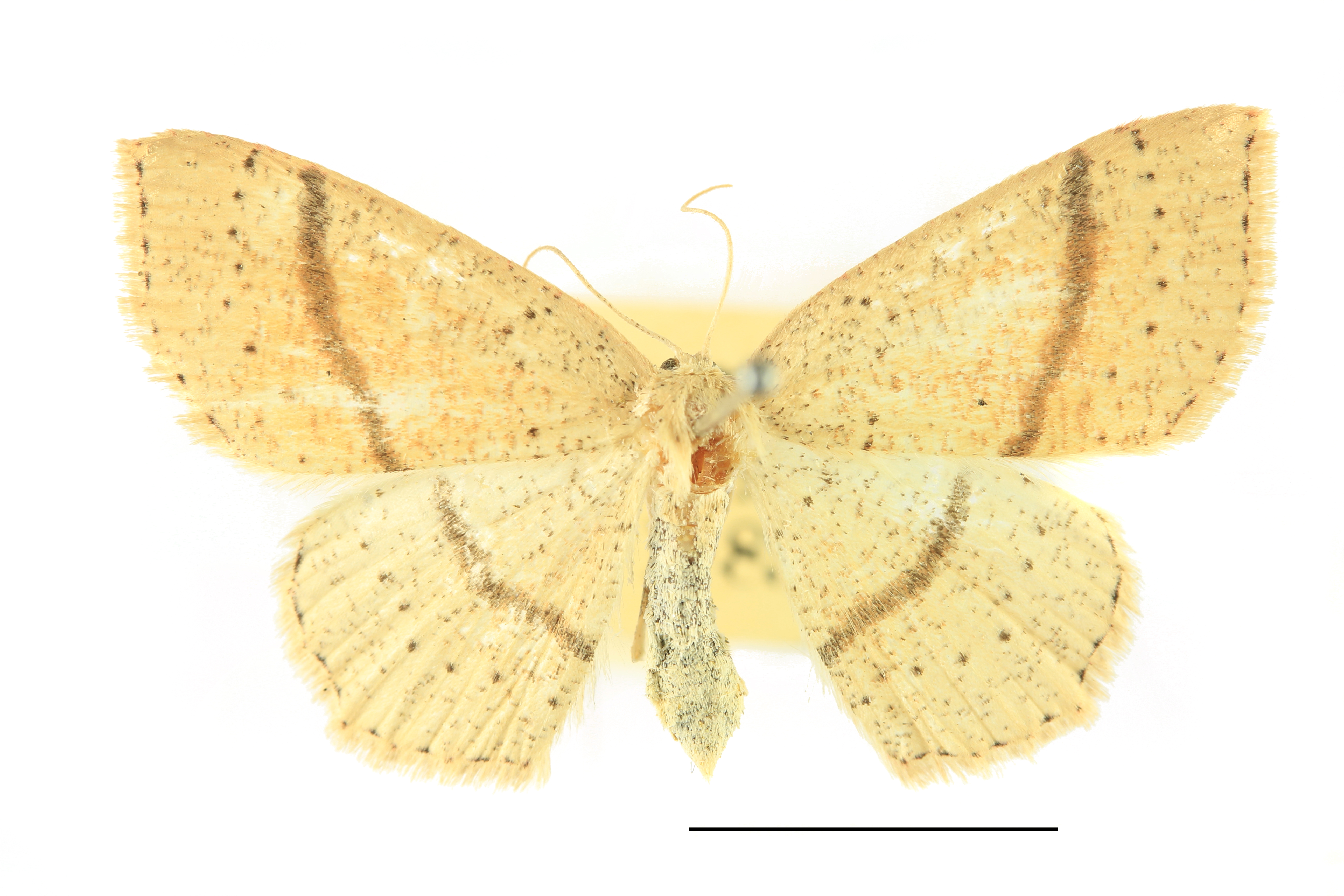
Ekgördelmätare, Cyclophora punctaria
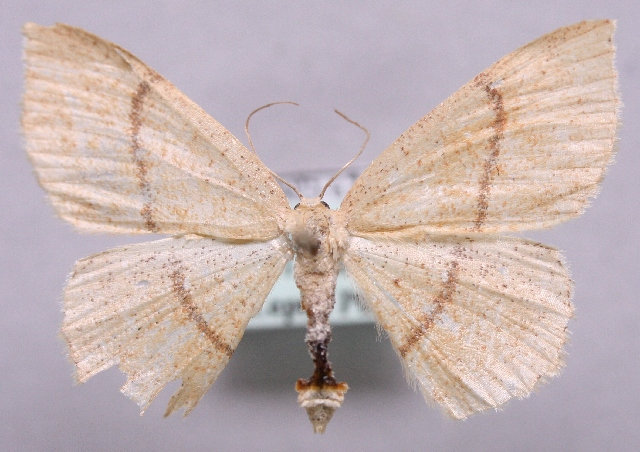
Backgördelmätare, Cyclophora quercimontaria